# Dashlane
Dashlane – menedżer haseł i sejf umożliwiający zapisywanie i szyfrowanie poufnych danych, m.in. loginów i haseł, a także danych kart płatniczych. Jest to oprogramowanie wieloplatformowe obsługujące systemy Microsoft Windows i macOS oraz urządzenia mobilne z Androidem i iOS.
Program integruje się z przeglądarkami internetowymi i umożliwia automatyczne uzupełnianie formularzy. Oferuje możliwość kategoryzacji różnych danych, zawiera wbudowany generator haseł i menedżer finansów oraz funkcję ostrzegania przed zagrożeniami internetowymi.
Umożliwia zapisywanie danych w ramach internetowej przestrzeni w chmurze oraz ich synchronizację między różnymi urządzeniami. Do dyspozycji użytkownika pozostawiono także możliwość przechowywania danych wyłącznie na dysku lokalnym. Aplikacja Dashlane jest darmowa do użytku na jednym urządzeniu; wersja odpłatna oferuje obsługę wielu urządzeń, a także opcję sporządzania kopii zapasowych oraz dostęp do haseł za pośrednictwem interfejsu internetowego.
Pierwsze wersja aplikacji została udostępniona w 2012 roku.